# Coussa
Coussa település Franciaországban, Ariège megyében. Lakosainak száma 278 fő (2022. január 1.). Coussa Arvigna, Les Pujols, Saint-Félix-de-Rieutord, Ségura, Varilhes és Verniolle községekkel határos.

## Népesség
A település népességének változása:
| Lakosok száma | 154  | 126  | 149  | 214  | 232  | 243  | 265  | 282  | 287  | 278  |
|               | 1968 | 1982 | 1990 | 2006 | 2013 | 2015 | 2017 | 2019 | 2020 | 2022 |